# Ryvardenia
Ryvardenia es un género de hongos en la familia Polyporaceae. Contiene dos especies, Ryvardenia campyla y R. cretacea, anteriormente en el género Polyporus.